# Polizeiruf 110: Holzwege
Holzwege ist ein deutscher Kriminalfilm von Manfred Mosblech aus dem Jahr 1978. Der Fernsehfilm erschien als 51. Folge der Filmreihe Polizeiruf 110.

## Handlung
Nach fünf Jahren des Studiums und der Qualifizierung zum Förster kehrt Jürgen Busse in sein Heimatdorf Bernroda in Thüringen zurück. Hier übernimmt er als Revierförster die Aufsicht über den Nordforst, in dem Bäume unter anderem für das örtliche Möbelkombinat geschlagen werden. Die im Nordforst arbeitende Brigade wird von Brigadier Wilhelm Bronski geleitet. Er ist wenig begeistert, Busse im Forst zu sehen: Für sein Studium ließ Busse einst Bronskis Tochter Christine sitzen, die ohne sein Wissen von ihm schwanger war. Christine tröstete sich angeblich mit anderen Männern und schnellen Motorrädern. Seit einem Motorradunfall hat sie aber ein steifes Bein und benötigt zum Laufen eine Krücke. Mit ihrem Sohn Thomas lebt sie bei ihrem Vater. 
Bronski hat jedoch noch einen weiteren Grund, Busse vergraulen zu wollen: Seit einem Jahr manipuliert er die Holzabgabe im Sägewerk. Er misst die Holzstämme falsch aus, sodass mehr Holz geliefert als abgerechnet wird. Dabei macht er mit Hans Freudenberg, dem Leiter des belieferten VEB Möbelkombinat, aber auch seiner Tochter gemeinsame Sache. Das überschüssige Holz verkaufen sie unter der Hand. Als der so belieferte Willi Vietz das Holz nach Berlin bringen will, sieht er an den Stadtgrenzen eine Polizeikontrolle. Er flüchtet mit seinem Lastwagen IFA W50 und verunglückt schließlich mit überhöhter Geschwindigkeit tödlich.
Der Fall wird Oberleutnant Peter Fuchs übergeben. Da Lutz Subras auf einem Lehrgang ist und Peter Fuchs die Arbeit nicht allein schaffen würde, wird ihm Leutnant Woltersdorf von der Bezirksbehörde der Volkspolizei zur Seite gestellt. Beide finden in Vietz’ Tresor verschlüsselte Abrechnungen über Gelder, die für den illegalen Holztransport unter anderem an F und B geflossen sind. Die Spur führt sie nach Bernroda. Bald vermuten beide in F und B Freudenberg und Bronski, zumal Christine Bronski Freudenbergs Buchhalterin ist und bei einer Revision im Betrieb eine mustergültige Abrechnung vorlegen konnte. 
Jürgen Busse ist unterdessen auf die Festmetermanipulation aufmerksam geworden. Er setzt Bronski ab und lässt stattdessen seinen Freund Palle die Baumstämme vermessen. Busse vermisst zudem alle bereits durch Bronski vermessenen Baumstämme neu aus und kommt auf erhebliche Differenzen. Bronski wird verhört und gesteht die Manipulationen. Zusammen mit Freudenberg hat er so in einem Jahr 200.000 Mark eingenommen. Freudenberg nutzte das Geld, um seine anspruchsvolle Frau zufriedenzustellen. Bronski baute sein Haus auch für seine Tochter um. Bronski und Freudenberg werden festgenommen. Christine Bronski versucht mit Thomas zu fliehen, nachdem Busse ihr von der bevorstehenden Verhaftung erzählt und betont hat, dass er sie liebt und auf sie warten werde. Im Wald bricht Christine zusammen, als die Polizeiwagen näher kommen. Busse geht zu ihr und hilft ihr auf.

## Produktion
Holzwege wurde vom 28. März bis 13. Mai 1977 in Berlin und verschiedenen Städten und Dörfern in Thüringen, darunter Finsterbergen und Oberhof, gedreht. Die Kostüme des Films schufen Christel Nowotny und Doris Seifert, die Filmbauten stammen von Günther Möller. Der Film erlebte am 29. Januar 1978 im 1. Programm des Fernsehens der DDR seine Fernsehpremiere. Die Zuschauerbeteiligung lag bei 54,5 Prozent.
Es war die 51. Folge der Filmreihe Polizeiruf 110. Oberleutnant Peter Fuchs ermittelte in seinem 32. Fall. Es war der erste Fall von Leutnant Woltersdorf, der bis Folge 64 an der Lösung von 8 Fällen beteiligt ist.
Die Kritik nannte Holzwege einen nach seinen Strukturmustern „veritable[n] Heimatfilm“: „Da ist die gewachsene soziale Gemeinschaft in einer konkreten Landschaft, die auch die Berufe der Menschen ‚naturwüchsig‘ geprägt hat, aus der auch der nun als ‚Fremder‘ zurückkehrende Jürgen kommt […] Die große Liebe, die wieder aufbricht, gehört zu diesen Genremerkmalen ebenso wie das ‚Wildern‘ des Vaters am Gemeingut für seine Tochter und den Enkel.“